# 深圳北站 (地铁)
深圳北站是一个属于深圳地铁4号线、5号线和6号线的地铁车站，位于中华人民共和国广东省深圳市龙华区民治街道深圳北站交通枢纽内，与国铁深圳北站共构。
本站是深圳地铁继會展中心站后第二个啟用后即為換乘站的車站。
由于属于深圳北交通枢纽主要部分之一，三条线路有大量的换乘客流，再有搭乘高铁的乘客会在本站接驳，加上附近城中村有不少人口也通过该站通勤，因此也是深圳最繁忙的地铁站之一，并为2020年中国大陆客流量第六大地铁站，不过由于规划空间巨大，因此拥挤程度相对较轻。

## 车站结构
地铁深圳北站分为两个部分，其中4号线与6号线部分位于国铁深圳北站东广场上空，与国铁站房平行布置，车站被包裹在站房立面之中，为高架三层岛式车站；而5号线部分位于地下的交通枢纽综合换乘大厅内，垂直于国铁站房，为地下二层侧式车站。二者通过六台扶手电梯组成的两条天地换乘通道连接彼此站厅，另设有4台垂直电梯连接5号线站台与4号线站厅和站台。
6号线站台南侧设有一组双存车线，原计划用于6号线一期列车折返用；此外，站台北端亦预留4号线和6号线的联络渡线，在4号线建设时就已经预留联络线的铺轨位，6号线亦在建设时设置了联络线的轨道，但由于两线的信号制式以及供电方式不同，因此现时4号线尚未接通联络线的轨道以接驳6号线的联络线。
在深圳北站建设过程中，已预留6号线相关结构与车站站房同步建设，该预留结构于2020年8月18日随着6号线的通车而投入使用。
值得一提的是，本站5号线部分并未有除正线以外的任何配线，因此若出现台风天气，导致本站以西高架段需要停运时，本站将无法承担折返任务同样被迫停运，加之4号线与6号线均为地上线路，因此该站在极端天气下将会完全失去运输能力。
本站的卫生间设于4/6号线站厅付费区中央。

### 楼层
注：地上二层至四层为4号线、6号线部分，地下一层至二层为5号线部分。
|                   | 1 | 4號線往牛湖（红山）       |   |  |
| 島式 · 開左邊车门 |   |                           |   |  |
|                   |   | 4號線往福田口岸（白石龙） | 2 |  |

|                   |  | 6號線往松岗（红山）     |
| 島式 · 開左邊车门 |  |                         |
|                   |  | 6號線往科学馆（梅林关） |

| 側式 · 開右邊车门 |  |                       |
|                   |  | 5號線往赤湾（长岭陂） |
|                   |  | 5號線往黄贝岭（民治） |
| 側式 · 開右邊车门 |  |                       |

- 4号线 ①站台（往牛湖）
- 4号线 ②站台（往福田口岸）

### 出入口

#### 地上（4号线、6号线）部分
4号线、6号线部分共设有4个出入口，其中B、C出口设有垂直电梯。
| 出口编号                                        | 出口图片 | 垂直电梯 | 建议前往的目的地                                                                                          |
| ----------------------------------------------- | -------- | -------- | --- |
| 出口 · A · 盲道标志 · 扶手电梯标志              |          | 不適用   | 深圳北站东广场 国铁检票口 深圳北站西广场（通过站外通道前往） 深圳北汽车客运站 深圳通大厦 深圳北站中心公园 |
| 出口 · B · 盲道标志 · 升降机标志 · 扶手电梯标志 |          |          | 深圳北站东广场 国铁售票处 坪山快捷线候车室                                                                |
| 出口 · C · 盲道标志 · 升降机标志 · 扶手电梯标志 |          |          | 深圳北站东广场 国铁售票处 坪山快捷线候车室                                                                |
| 出口 · D · 盲道标志 · 扶手电梯标志              |          | 不適用   | 深圳北站东广场 国铁检票口                                                                                 |
| 註： 設有 \| 設有 \| 設有扶手電梯               |          |          | |

#### 地下（5号线）部分
由於5号线大堂共構於高鐵深圳北站交通枢纽综合换乘大厅，因此出入口未有如4/6号線般以英数編碼，由5号线站厅可前往：
- 深圳北站交通枢纽公交场站
- 深圳北站出租车场站
- 缤果空间
- 汇德大厦
- HBC汇隆中心
- 彩悦大厦

### 车站艺术
| 4号线壁画 | 6号线站台                       |
| --------- | ------------------------------- |
|           |                                 |
|           | 《绿荫下的站台》 艺术家：景育民 |

## 历史

### 规划及建设
4號綫二期于2011年6月16日开通运营，但由于此时5号线与国铁均尚未开通，故2011年6月16日至6月21日期间，深圳北站的4号线月台部分依旧保持封闭状态。4號綫大部分列车会不停站通过，少数4号线列车虽然会在深圳北站停车，但并不会打开车门让乘客上下车。6月22日5號綫开通后，地铁深圳北站方正式启用。在高铁开通前长达半年的时间里，深圳北站只有地铁换乘和公交接驳功能，车站的主体部分——高铁车站则一直在施工，并未启用。

### 6号线开通
6号线于2020年8月18日开通运营，该站和福民站同时成为深圳地铁线网中的三线换乘车站。

### 2022年疫情停运
2022年3月13日，因新一期2019年冠状病毒病疫情袭击，深圳市卫生健康委员会宣布从2022年3月14日起，全市公交、地铁停运，本站也包括在内。
2022年3月20日，深圳市卫生健康委员会宣布从2022年3月21日起，除部分站点外，公交、地铁全面恢复运行。

## 未来发展
深惠城际铁路将在此处设站，线路将占用既有平南铁路隧道设置站点，与既有5号线车站共用站厅换乘，目前正在施工中，预计将于2025年启用。

## 接驳交通
国铁
- 深圳北站

公交
出租车
与5号线站厅同层的综合换乘大厅设有大型出租车场站，供乘客换乘使用。

## 相关图像

### 4号线
- 站厅
- 站台
- 站名大字

### 5号线
- 站厅
- 站台①
- 站台②
- 站名书法字

### 6号线
- 站厅
- 站台
- 站名书法字